# غاريت برادبري
غاريت برادبري (بالإنجليزية: Garrett Bradbury)‏ هو لاعب كرة قدم أمريكية أمريكي، ولد في 20 يونيو 1995 في تشارلوت في الولايات المتحدة.

## وصلات خارجية
- غاريت برادبري على موقع مرجع كرة القدم المحترفة.كوم (الإنجليزية)